# Acmella ciliata
Az Acmella ciliata a fészkesvirágzatúak (Asterales) rendjébe és az őszirózsafélék (Asteraceae) családjába tartozó faj.

## Előfordulása
Az Acmella ciliata eredeti előfordulási területe már nem ismert, viszont manapság fellelhető Dél-Amerikában és Ázsia déli, illetve délkeleti részein. Dél-Amerikában Kolumbiától kezdve Argentínáig, kelet felé pedig a Guyanákon keresztül Brazília déli részéig található meg. Ázsiában Indiától Déli-Kínáig és Malajzián keresztül Szumátráig fordul elő.

## Életmódja
Ez az évelő növény, elsősorban a mocsarak, lápok, dagadólápok, folyópartok és rizsföldek lakója.